# Алфредо Салафија
Алфредо Салафија (итал. Alfredo Salafia; Палермо, 7. новембар 1869 — Палермо, 31. јануар 1933) био је професор хемије са Сицилије, а такође је био стручњак за балсамовање и препарирање животиња.
У децембру 1920. године он је балсамовао девојчицу Розалију Ломбардо у Палерму, на захтев њеног оца. Она је и дан данас добро очувана и лежи у запечаћеном ковчегу у Палерму, а њено тело је доступно јавности, као једно од најбоље очуваних тела. Своју тајну балсамовања није никоме откривао и умро је а да никоме није пренео своју тајну. Но, одговор на тајну балсамовања може се наћи у његовим руком писаним мемоарима. У њима пише како треба заменити крв раствором формалина, а за балсамовање је потребна и со цинка, алкохол, салицилна киселина, и глицерин.